# Westminster (Kalifornia)
Westminster – miasto w Stanach Zjednoczonych, w stanie Kalifornia, w hrabstwie Orange. Według spisu ludności przeprowadzonego przez United States Census Bureau, w roku 2010 miasto Westminster miało 89 701 mieszkańców.